# Златен кръг
„Златният кръг“ (на английски: Golden Circle; на испански: Circunferencia de Oro) е нереализиран проект на Рицарите на златния кръг за разширяване на робовладелските щати, който предвижда анексиране на Мексико, Централна Америка, Карибите и северната част на Южна Америка и присъединяването им към Съединените американски щати. Целта му е да се увеличи броя на щатите, където се използва робски труд, както и увеличаване правата на притежателите на роби от южните щати.
Рицарите на златния кръг е тайно общество, полувоенна организация, действала в САЩ през 1850-те и 1860-те.